# Scommessa sportiva

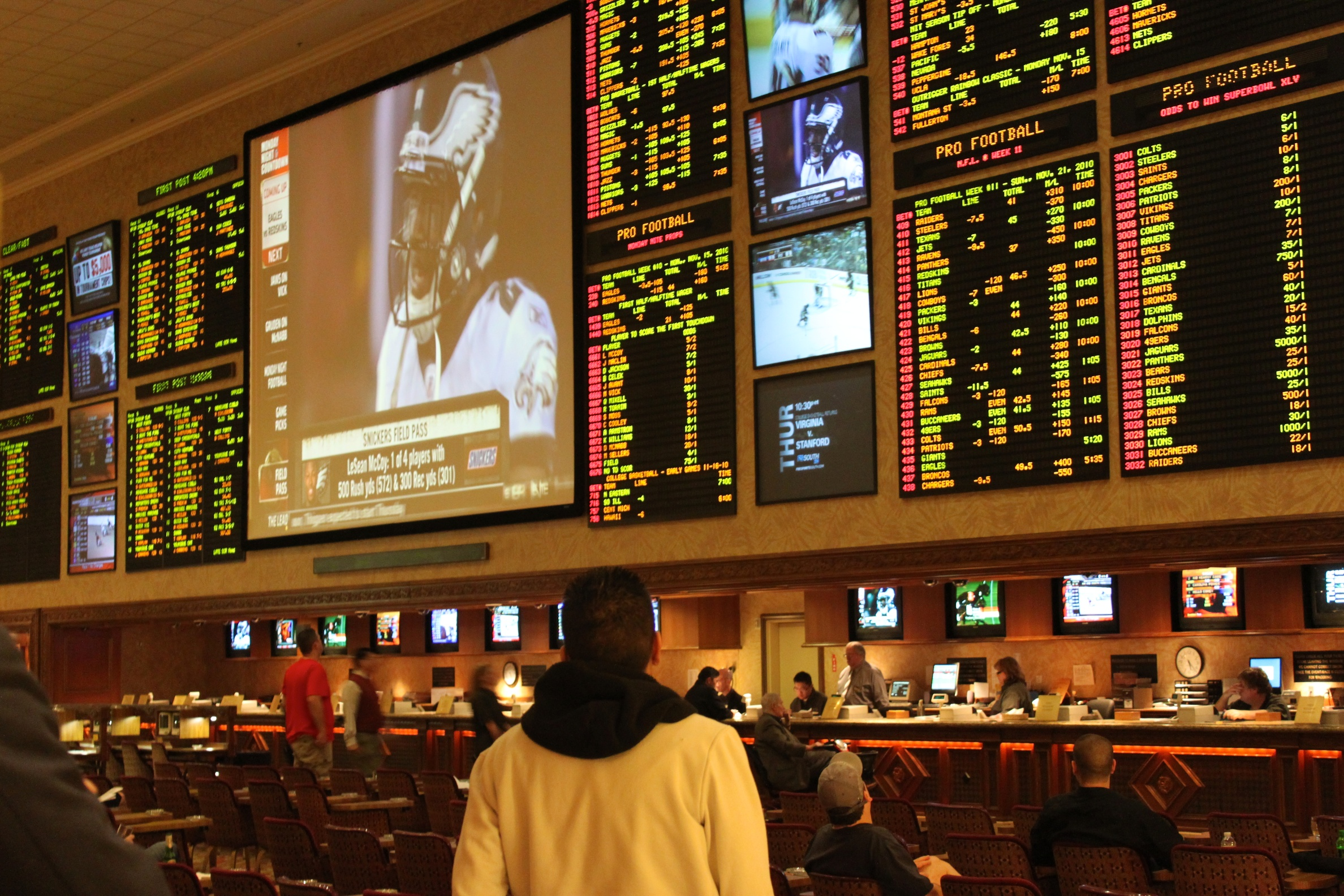
Tabellone delle scommesse sportive in un locale di Las Vegas

Una scommessa sportiva è un gioco d'azzardo in cui una persona pronostica il risultato di un avvenimento sportivo futuro (o in tempo reale nella modalità live). Uno scommettitore decide quindi di impegnare parte del proprio denaro (liquido presso le casse dei centri abilitati oppure online anche da casa). La scommessa viene accettata da un allibratore, che applica delle "quote" in proporzione alle quali viene stabilità l'entità della vincita per lo scommettitore, ottenuta dal prodotto delle quote per l'importo scommesso più una parte di bonus a partire dal sesto evento in una scommessa multipla.
Gli eventi che sono oggetto di scommessa sono principalmente le partite di calcio e le corse dei cavalli ma anche le competizioni riguardanti sport olimpici come pallacanestro, ciclismo, pallavolo, gli sport motoristici (automobilismo e motociclismo).

## Tipologia di scommessa
Le scommesse possono essere di diverso tipo:
- Singola: si tratta di una scommessa contenente un solo evento pronosticato; è sufficiente la sua realizzazione per ottenere la vincita;
- Doppia: si tratta di una scommessa contenente due eventi pronosticati che vanno indovinati entrambi;
- Tripla: come per la doppia, ma stavolta è necessario che si verifichino tutti e tre gli eventi per vincere;
- Multipla: si tratta di una scommessa che include più eventi separati, fino a un massimo di venti selezioni, che vanno tutti pronosticati correttamente.
- Sistema: la differenza principale fra un sistema e la scommessa multipla è che nel sistema è possibile ottenere una vincita anche se non tutti i pronostici risultano esatti.

## Possibili giocate per sport
Le possibili giocate variano da sport a sport. Di seguito sono citati alcuni esempi.
Calcio
Si può pronosticare:
- Esito finale 1X2 (detto anche Risultato Secco): È il risultato della partita, pronosticato senza eventuali tempi supplementari e tiri di rigore, dove con "1" si gioca per la vittoria della squadra di casa, con "2" si gioca la vittoria della squadra ospite e con "X" si gioca il pareggio. Ad esempio, se la partita Catanzaro - Milan termina 4-0 e viene giocato "1" la scommessa è vincente.
- Under and Over {\displaystyle n} (abbreviato in U/O {\displaystyle n}): La somma dei goal segnati da entrambe le squadre deve essere minore o uguale (se viene giocato under) del numero {\displaystyle n}, oppure maggiore (se viene giocato over) del numero {\displaystyle n}. Principalmente {\displaystyle n} assume il valore di 2,5, anche se non è raro trovare gli U/O 0,5, 1,5, 3,5, 4,5 e in alcuni casi anche 5,5. Ad esempio, se la partita Inter - Napoli termina 2-0 e viene giocato un Under 3,5 la scommessa è vincente in quanto {\displaystyle 2+0=2\rightarrow 2<n}.
- Goal/Nogoal (abbreviato in GG/NG): Con Goal entrambe le squadre devono segnare, con Nogoal almeno una delle due squadre non deve aver fatto goal. Ad esempio, se la partita Atalanta - Roma termina 3-3 e viene giocato Nogoal la scommessa non è vincente in quanto entrambe le squadre hanno segnato.
- Doppia Chance in/out (abbreviato in DC): Con "1X" si gioca la vittoria della squadra di casa o il pareggio, con "X2" si gioca il pareggio o la vittoria della squadra ospite, con "12" (si legge "uno due") si gioca il non-pareggio. Ad esempio, se la partita Udinese - ChievoVerona termina 0-0 e viene giocato X2 la scommessa è vincente in quanto la partita è terminata pari.
- Handicap: Come Esito Finale 1X2, ma con la differenza che una delle due squadre parte con uno o più goal di vantaggio.
- 1º Tempo Esito 1X2: come Esito Finale 1X2 ma con la differenza che il tempo in questione considerato è solamente il primo.
- 2º Tempo Esito 1X2: come Esito Finale 1X2 ma con la differenza che il tempo in questione considerato è solamente il secondo.
- Pari/Dispari: La somma dei goal segnati da entrambe le squadre deve essere pari oppure dispari (dove {\displaystyle 0=pari}) in base alla giocata. Ad esempio, se la partita Fiorentina - Sassuolo termina 3-1 e viene giocato Dispari, la scommessa non è vincente in quanto {\displaystyle 3+1=4\rightarrow pari}.
- Risultato esatto: Si scommette sul risultato esatto con la quale termina la partita.
- Multigoal {\displaystyle a-b}: La somma dei goal segnati da entrambe le squadre {\displaystyle s} deve essere compresa nell'intervallo {\displaystyle [a;b]}. È possibile anche giocare la dicitura altro, dove la somma dei goal non deve essere compresa nel precedente intervallo. Ad esempio, se la partita Milan - Juventus termina 1-2 e si viene giocato Multigoal 2-6 la scommessa è vincente in quanto {\displaystyle 2+1=3\rightarrow 2<s<6}
- Multigoal Casa/Ospite e 1º tempo/2º tempo: sfruttando lo stesso parametro del Multigoal generico, sommando le reti di entrambe le squadre, questa tipologia si basa su uno specifico fattore. Se viene giocato, ad esempio, il Multigoal Casa 1-3, nella partita Fiorentina-Parma 0-1, la scommessa sarà perdente in quanto la squadra di casa non ha segnato una somma di gol compresa tra 1 e 3; lo stesso parametro vale per l’esito Multigoal Ospite 1-3 ed esistono più intervalli di gol (ad esempio il Multigoal Casa 2-4 o il Multigoal Ospite 1-2). Come per i Multigoal sulle singole squadre, esistono i Multigoal sui singoli tempi di gioco: se nella partita Cagliari-Genoa, terminata 1-0, l’unica rete è stata segnata nel primo tempo e l’esito scommesso è il Multigoal 2º tempo 1-2, la giocata risulterà perdente in quanto nel secondo tempo non sono stati realizzati gol, e quindi non compreso nell’intervallo tra 1 e 2; la stessa giocata può essere effettuata sulla somma dei gol nel primo tempo.
- Parziale/Finale: permette di pronosticare gli esiti di entrambi i tempi. Se la partita Frosinone-Milan termina 0-0, l’esito parziale/finale sarà X/X, in quanti entrambi i tempi sono terminati in parità. Se, invece, la partita Napoli-SPAL termina 1-0 e la rete è stata realizzata nel primo tempo, il parziale/finale sarà 1/1. Se, invece ancora, la partita Udinese-Chievo termina 2-1, con il primo tempo chiusosi in vantaggio per gli ospiti sullo 0-1, per poi concludere il secondo con un ribaltone, il parziale/finale sarà 2/1, in quanto il primo tempo è stato terminato con il vantaggio degli ospiti mentre al triplice fischio la squadra di casa è riuscita a trionfare.
- Tempo con più gol 1X2: con questa tipologia si può scommettere su quale sarà il tempo nella quale verranno realizzati più gol (1 se il 1º tempo, 2 se il 2º). Se, invece, in entrambi i tempi vengono realizzati lo stesso numero di reti, l’esito sarà X.
- Gol squadra Casa/Ospite Si/No: se la partita Milan-Parma termina 2-1 e la giocata prevede il segno Segna Gol Squadra Ospite:No, la scommessa risulterà perdente, in quanto è stato pronosticato che il Parma non avrebbe dovuto segnare nessun gol.
- Antepost: con questo tipo di scommesse è possibile puntare sulla squadra vincitrice di un torneo o una manifestazione, come per esempio un campionato. Inoltre, questo tipo di scommesse si sono evolute ed ora è possibile scommettere in antepost anche sulle squadre che retrocederanno o sui vincenti della classifica marcatori.

Solitamente sono presenti tantissime altre modalità di scommesse (molte derivate da quelle appena citate): ad esempio le Combo.
Ciclismo
Si può pronosticare:
- vincitore competizione: il ciclista vincitore della competizione.
- vincitore tappa: il ciclista vincitore della tappa.
- vincitore classifica a punti: il ciclista vincitore della classifica a punti.
- velocità: prevedendo il ritmo dei ciclisti nel corso della gara.

Formula 1
Si può pronosticare:
- Vincitore Gran Premio: il pilota che vincerà il Gran Premio;
- Pole Position: il pilota che ottiene la Pole Position;
- Giro più veloce: il pilota che ottiene il giro più veloce durante la gara;
- Testa a testa: il pilota che meglio si è piazzato rispetto a un altro; se entrambi i piloti non si classificano, si considera colui che avrà concluso più giri;
- Punti squadra: il totale dei punti ottenuti da una scuderia.

Golf
Si può pronosticare:
- Vincente: il vincitore del torneo.

Moto GP
Si può pronosticare:
- Vincitore Gran Premio: il vincitore del singolo Gran Premio;
- Vincitore classifica a punti: il vincitore della classifica a punti.

Pallacanestro
Si può pronosticare:
- Vincitore partita: la vittoria della squadra di casa o di quella in trasferta indicando rispettivamente "1" o "2";
- Punti totale partita: i punti totali sommando i risultati dell'incontro;
- Margine di vittoria: il margine di vittoria con il quale la squadra vincente si impone sull'altra;
- Vincitore torneo: il vincitore del torneo;
- Vincitore con Handicap: il risultato dell'incontro sommando il rispettivo numero al risultato finale.

Tennis
Si può pronosticare:
- Testa a testa: il risultato dell'incontro.
- Set: l'esatto risultato della partita tenendo conto dei set.

## Probabilità di vincita
Le quote danno un'indicazione precisa sulle possibilità di successo da parte di una squadra o di un singolo partecipante a una competizione sportiva. Tanto è minore la quota proposta su un evento tanto è maggiore la probabilità che questo evento si verifichi.
Si ipotizzi che le quote per la partita Scapoli-Ammogliati siano:
|                    | 1   | X   | 2 |
| ------------------ | --- | --- | - |
| Scapoli-Ammogliati | 1,5 | 3,5 | 4 |

Per ottenere la probabilità in percentuale, ogni valore va messo a denominatore di 100 (per esempio 100/3,5 = 28,6), ottenendo:
|                    | 1    | X    | 2  |
| ------------------ | ---- | ---- | -- |
| Scapoli-Ammogliati | 66,7 | 28,6 | 25 |

Come si può notare la somma dei quozienti non restituisce 100 ma un valore più grande chiamato lavagna (o allibramento), che è un fattore correttivo indicante la parte su cui l'allibratore guadagna. In questo caso la lavagna vale 66,7 + 28,6 + 25 = 120,3.
Le reali probabilità associate alla scommessa si ottengono dividendo ulteriormente i quozienti ottenuti per la lavagna (per esempio 66,7/120,3 = 0,554), ottenendo:
|                    | 1     | X     | 2     |
| ------------------ | ----- | ----- | ----- |
| Scapoli-Ammogliati | 55,4% | 23,8% | 20,8% |

Per questo motivo, il payout ottenibile dall'aver scommesso tutti i possibili esiti di una stessa partita non è mai alla pari né sopra la pari, ma sotto la pari, dovuto al valore ottenibile da 100/lavagna, che in questo caso vale 100/120,3 = 0,831.

## Betting exchange ~ Trading sportivo
Il betting exchange, più comunemente conosciuto in Italia come trading sportivo, è una tipologia di scommessa basata sulla possibilità di ogni scommettitore di contrattare le quote delle partite con altri utenti. In questo caso si perde il classico rapporto tra allibratori e scommettitore e gli attori principali sono gli utenti stessi che possono bancare o puntare una scommessa.

## In Italia
In Italia, in tre grosse occasioni sono emerse scommesse illegali a volte da parte di calciatori stessi, ai quali è vietato scommettere per ovvi motivi di conflitto d'interesse.

Quando si parla di scommesse sportive in Italia, la sicurezza viene prima di tutto. Per garantire che ogni giocata avvenga in sicurezza, ogni bookmakers che vuole operare in Italia deve possedere l'autorizzazione da parte dell'ADM (ex Aams), l'Agenzia Dogane e Monopoli che si occupa di regolamentare il gioco d'azzardo in Italia.

### Bonus Scommesse
Una delle caratteristiche principali di chi offre il servizio di scommesse online, viene data dalla presenza di bonus erogati per invogliare il giocatore ad iscriversi presso un bookmakers legale piuttosto che un altro. Questa è una modalità spesso utilizzata dai siti betting che, oltre ad acquisire nuovi clienti, permettono ai giocatori di provare diversi giochi e servizi di intrattenimento.
Questi incentivi all'iscrizione o bonus di benvenuto si trovano di solito in tre forme, con cifre più o meno diverse. I bonus scommesse più diffusi sono:
- bonus sul primo deposito – o bonus di benvenuto, si tratta di un'offerta che prevede una percentuale di denaro sulla prima somma versata in seguito all’iscrizione;
- bonus sulla prima scommessa – sono bonus che seguono lo stesso principio di quello di benvenuto, con l’unica differenza che il calcolo di questo avviene sull’importo della prima giocata effettuata (e quindi sulla scommessa) in seguito all’apertura del conto;
- bonus cashback – si tratta della tipologia di bonus più diffusa e consiste in una sorta di rimborso sulle scommesse perse, sulle perdite nette (ovvero sulla differenza tra il denaro vinto e quello investito) o sulle spese totali.
- quote maggiorate – le quote maggiorate o potenziate, sono quote speciali offerte dai vari fornitori di scommesse sportive. Per certi eventi i bookmakers aumentano le quote e di conseguenza le eventuali vincite per nuovi clienti appena registrati.
- bonus senza deposito / freebet - i freebet o bonus senza deposito, sono studiati appositamente per attirare nuovi clienti offrendo generalmente un credito gratuito senza deposito, del valore di cinque o dieci euro. Di solito basta registrarsi e convalidare la propria identità tramite dei documenti personali per ricevere il credito sul conto gioco.

Un'altra promozione potrebbe riguardare i bonus composti o misti, che puntano, cioè, a mescolare bonus sulle scommesse e giri gratuiti (free spins) su slots o giochi della sezione casinò.
C'è da dire che tutte le promo menzionate precedentemente sono soggette a termini e condizioni dell'operatore. Alcune volte l'operatore potrebbe escludere determinati metodi di pagamento o prevedere un tempo limite per effettuare il primo deposito. I bonus di solito non sono prelevabili, ma lo sono le vincite derivanti dal rigioco e lo "sblocco" deve avvenire entro un lasso di tempo ben preciso.
Si tratta quindi di incentivi non gratuiti, ma soggetti a condizioni, pertanto è possibile ottenere bonus sulle scommesse rispettando le condizioni della promo.
Nella scelta del migliore sito scommesse, dunque, oltre allo sport sul quale si vuole puntare, diventa cruciale sia l'ammontare dei vari bonus che la presenza dell'autorizzazione ADM, senza la quale il capitale potrebbe essere a rischio. Attenzione quindi, ad utilizzare solo portali con licenza rilasciata dallo Stato Italiano recensiti sui migliori siti di scommesse online.